# 로마 필기체

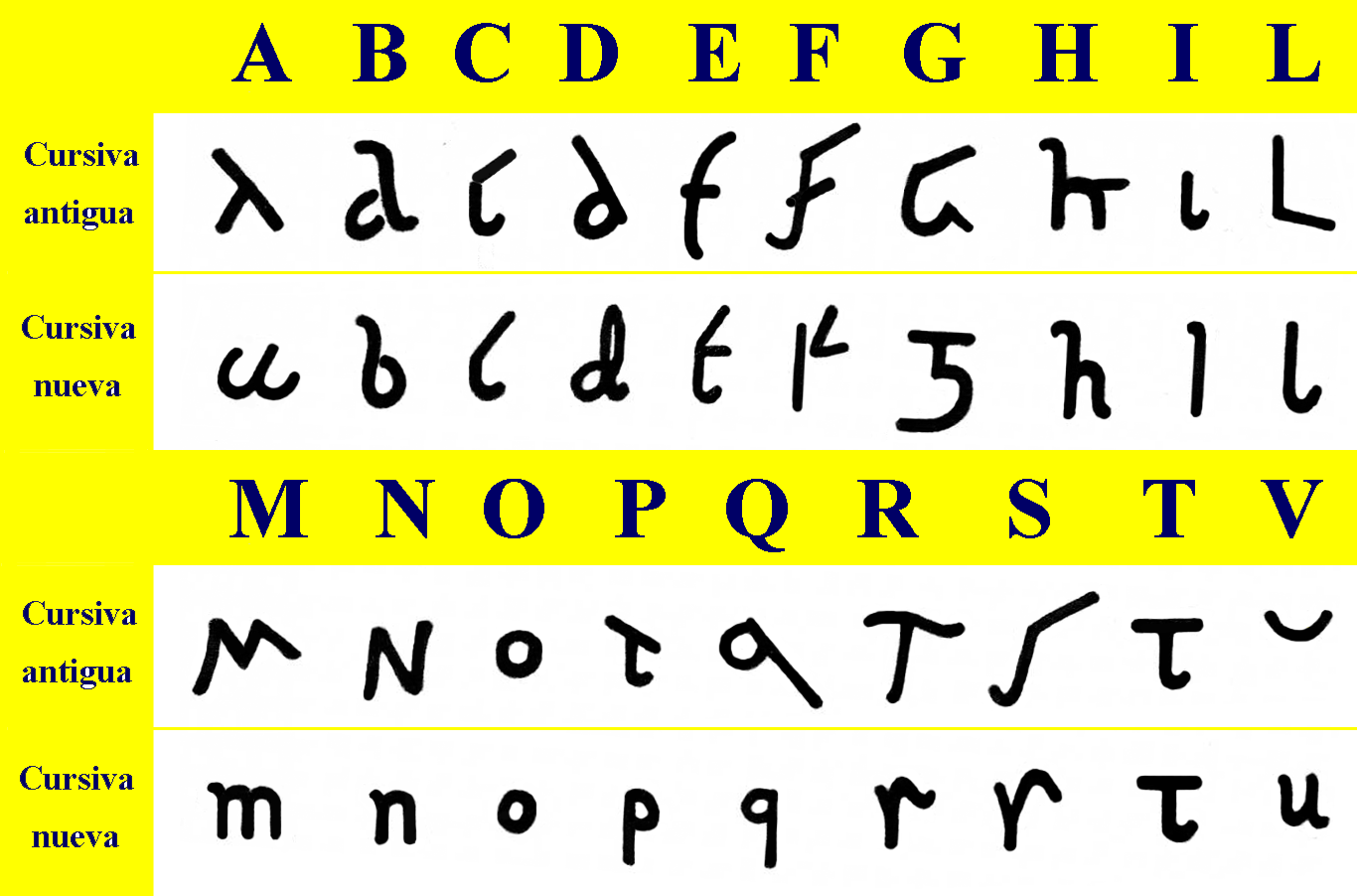
고 로마 필기체(cursiva antigua)와 신 로마 필기체(cursiva nueva)

로마 필기체(Roman cursive)또는 라틴 필기체(Latin cursive)는 고대 로마 및 중세의 일부 시대에 사용된 필기 글꼴이다. 일반적으로 고 필기체와 신 필기체로 분류된다.

## 고 로마 필기체
고 로마 필기체는 대문자 필기체로 불리며, 일상적인 손글씨 필기체로 상인이 장부에 사용하거나, 학교의 학생이 로마자를 배울때 사용하거나, 혹은 로마 황제의 칙서 작성에도 사용되었다. 보다 공식적인 글꼴로는 로마 대문자체가 있으나, 필기체는 서둘러 비공식적으로 문서를 작성할 때도 사용되었다. 기원전 1세기로부터 서기 3세기에 걸쳐 가장 일반에 사용되었으나, 그 이전에도 존재했으리라고 여겨진다. 기원전 2세기 초두에, 플라우투스는 《프세우돌루스》에서 필기체의 읽기 어려움에 대해 다음과 같이 남기고 있다.
Calidorus: Cape has tabellas, tute hinc narrato tibi quae me miseria et cura contabefacit.

Pseudolus: Mos tibi geretur. Sed quid hoc, quaeso?

Calidorus: Quid est?

Pseudolus: Ut opinor, quaerunt litterae hae sibi liberos: alia aliam scandit.

Calidorus: Ludis iam ludo tuo?

Pseudolus: Has quidem pol credo nisi Sibylla legerit, interpretari alium posse neminem.

Calidorus: Cur inclementer dicis lepidis litteris lepidis tabellis lepida conscriptis manu?

Pseudolus: An, opsecro Hercle, habent quas gallinae manus? Nam has quidem gallina scripsit.
칼리도루스: 이 편지를 손에 들어, 어떤 재난와 환란이 나를 괴롭히고 있는가를 말해주게.

프세우돌루스: 그러지요. 그런데, 이게 무엇입니까?

칼리도루스: 뭐가?

프세우돌루스: 제가 보기에는, 이 글자들은 아이들이 되고 싶어하는 것처럼 보이는군요. 한 글자가 다른 글자 위에 올라가 있소. 

칼리도루스: 그대의 여느때 처럼의 농담인가?

프세우돌루스: 진실로 폴리데우케스에게 맹세코, 시빌라라면 읽어도 그 누구도 이해할 수 없을 거요.

칼리도루스: 이 우아한 손으로 써낸 우아한 글과 우아한 편지를 그대는 어째서 그리 심하게 말하는지?

프세우돌루스: 아니, 헤라클레스에게 맹세코, 어떤 암탉이 이런 손을 가졌을까, 물론 이 편지는 암탉이 쓴 것이겠죠.
— 플라우투스, 『프세우돌루스』 21–30

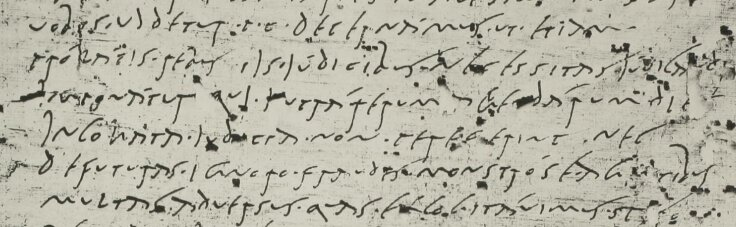
클라우디우스 시대(서기 41~54년)의 필기체
uobis · ujdetur · p · c · décernám[us · ut · etiam]
prólátis · rebus ijs · júdicibus · n[ecessitas · judicandj]
imponátur quj · jntrá rerum [· agendárum · dies]
jncoháta · judicia · non · per[egerint · nec]
defuturas · ignoro · fraudes · m[onstrósa · agentibus]
multas · aduersus · quas · exc[ogitáuimus]...

고 로마 필기체는, 원 글자를 알 수 없을 정도로 변화되어, 현대의 필기체에 익숙한 현대인이 보더라도 읽기가 매우 힘들 정도이다. 많은 경우 합자를 사용하고 있어, 몇가지 문자는 서로 구분을 하기 힘들다. a는 언설체의 a와 유사하나, 왼쪽 획이 똑바로 서 있다. b/d의 구별이 어렵고, e는 s와 마찬가지로 위쪽까지 써서 써져 있으며, p와 t는 매우 유사하게 생겼고, v는 베이스라인보다 위쪽에 써져있어, 쉐브롱과 닮은 꼴이다. 

## 신 로마 필기체
신 로마 필기체는 소문자 필기체 또는 후기 로마 필기체로도 불리며, 고 로마 필기체에서 발전된 글꼴이다. 서기 3세기에서 7세기경까지 사용되었으며, 현대인이 보기에도 알기 쉬운 문자를 사용하고 있다. a, b, d, e는 현대의 글꼴과 유사한 모양을 하고 있으며, 그 외의 문자도 베이스라인 위에 크기나 위치가 크게 변하는 일 없이, 일정한 비율로 맞춰서 기록되어 있다. 이 글꼴을 일부 기본으로 한 '카롤링 소문자체'로 알려진 글꼴이 발명되어, 9세기에 아헨 및 투르에서 발전을 이뤄, 칼 대제의 제국의 손글씨 글꼴을 통일하는 목적으로 보급되었다. 카롤링 소문자체는 그 후 흑자체로 발전해가며 사용되지 않게 되었으나, 르네상스 시대에 다시 부활하여, 현대의 소문자의 원형이 되었다. 언셜체와 반언셜체도 이 신 로마 필기체에서 발전된 예로 여겨지며, a, g, r, s의 모양이 특히 매우 유사하다. 
Jan-Olaf Tjäder 에 의하면, 신 로마 필기체는 언셜체 뿐만 아니라, 중세에 사용된 모둔 글꼴에 영향을 끼쳤다.  게일체는 언셜체가 후대에까지 사용된 예이다.

## 같이 보기
- 민중문자
- 신관문자
- 언셜체
- 카롤링 소문자체

## 참고 문헌
- Jan-Olaf Tjäder (1955). 《Die nichtliterarischen lateinischen Papyri Italiens aus der Zeit 445–700》. Lund.
- Centre for the Study of Ancient Documents and the Academic Computing Development Team. “Vindolanda Tablets Online”. Oxford University. 2009년 3월 22일에 확인함.

## 관련 문헌
- University of Michigan Papyrus Collection. “Latin cursive”. 2009년 3월 22일에 확인함.
- “Vindolanda: Roman documents discovered”. 《Current Archaeology》 (116, 128, 132, 153).